# Bogumił Krygowski
Bogumił Krygowski (ur. 20 grudnia 1905 w Błażowej koło Rzeszowa, zm. 20 września 1977 w Poznaniu) – polski geolog, geograf i geomorfolog.

## Życiorys
Ukończył studia na Uniwersytecie Poznańskim (1927–1931), uzyskując tytuł magistra filozofii w zakresie geografii. W 1932 obronił pracę doktorską z geografii Iłły warwowe okolic Poznania, za którą otrzymał srebrny medal.
W latach 1931–1937 pracował na etacie profesora geografii w Gimnazjum im. Karola Marcinkowskiego w Poznaniu. W latach 1937–1939 nauczyciel Pedagogium w Poznaniu.
Był asystentem polowym prof. Stanisława Pawłowskiego. Z ramienia Instytutu Geograficznego UP prowadził w latach 1930–1939 prace geologiczne na Polesiu, przygotowując jednocześnie materiały do pracy habilitacyjnej.
W 1939, w przededniu wybuchu II wojny światowej, odbył podróż – jako stypendysta Fundacji Kultury Narodowej – po Niemczech, Danii, Anglii, Holandii i Szwajcarii. Owocem tej podróży jest wydana w 1958 nakładem PWN książka Po Europie Zachodniej w przededniu II wojny światowej.
Habilitował się w 1945, w 1951 otrzymał stanowisko prof. nadzwyczajnego, a 1957 – tytuł prof. zwyczajnego.
Od 1945 aż do 1976 był stałym pracownikiem Uniwersytetu im. Adama Mickiewicza w Poznaniu. W latach 1951–1953 był organizatorem i pierwszym dziekanem Wydziału Biologii i Nauk o Ziemi. W okresie choroby prof. dr. Augusta Zierhoffera w latach 1955–1957 czasowo go zastępował. W latach 1957–1971 był dyrektorem Instytutu Geografii UAM w Poznaniu.
Przez wiele lat był członkiem Zespołu Rzeczoznawców Geografii przy Radzie Głównej Ministerstwa Oświaty i Szkolnictwa Wyższego, członkiem Komitetu Nauk Geograficznych Polskiej Akademii Nauk oraz członkiem Polskiego Towarzystwa Geologicznego
Był współprzewodniczącym Komisji Genezy i Litologii Osadów Czwartorzędów przy Międzynarodowej Asocjacji Badań Czwartorzędu (INQUA) oraz współorganizatorem Kongresu INQUA w 1961 w Warszawie.
Został pochowany na cmentarzu na Sołaczu przy ul. Lechickiej i Szczawnickiej

## Dorobek naukowy

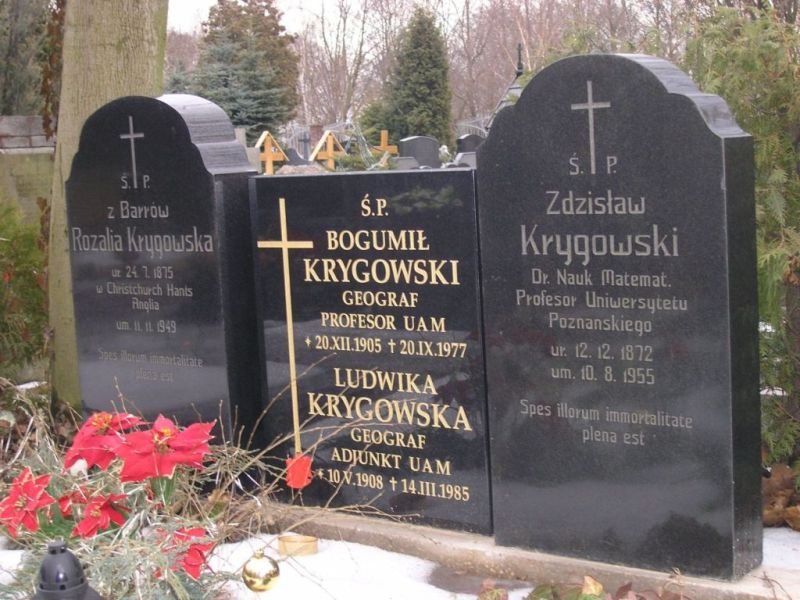
Grób rodzinny na cmentarzu św. Jana Vianneya w Poznaniu. Spoczywa tu też Zdzisław Krygowski

W dorobku naukowym prof. dr. hab. Bogumiła Krygowskiego znajdują się 272 publikacje z zakresu geologii czwartorzędu, geomorfologii, sedymentologii, hydrogeologii, kartografii i dydaktyki geografii. Wykształcił ponad 150 magistrów, wypromował 10 doktorów i patronował 6 habilitacjom.

## Nagrody i wyróżnienia
Za swoje zasługi był wielokrotnie wyróżniany i odznaczany:
- 1955 Medalem 10-lecia Polski Ludowej
- 1956 Krzyżem Kawalerskim Orderu Odrodzenia Polski
- 1969 Odznaka 1000-lecia Państwa Polskiego\Odznaką Tysiąclecia
- 1973 Krzyżem Oficerskim Orderu Odrodzenia Polski
- 1973 Medalem Wielkopolanina Roku 1972.